# Pteronarcys scotti
Pteronarcys scotti är en bäcksländeart som beskrevs av William Edwin Ricker 1952. Pteronarcys scotti ingår i släktet Pteronarcys och familjen Pteronarcyidae. Inga underarter finns listade i Catalogue of Life.